# Эфендиев, Сулейман-бек Али-Сулейман оглы
Сулейман-бек Али-Сулейман оглы Эфендиев (азерб. Süleyman bəy Əlisüleyman oğlu Əfəndiyev; 5 октября 1864 — 21 февраля 1919) — генерал-майор, военачальник Азербайджанской Демократической Республики.

## Биография
Сулейман-бек Эфендиев родился 5 октября 1864 года в городе Агдам. Общее образование получил в гимназии в городе Гяндже. По окончании гимназии в 1880 году Сулейман-бек поступает в Елизаветградское кавалерийское училище. По окончании училища, был направлен в 43-й драгунский Тверской полк. В 1888 году в чине корнета был переведён в 44-й драгунский Нижегородский полк. На 1895 год — поручик.
15 марта 1899 года, Сулейман-бек Эфендиев был произведен в ротмистры. В 1900 году награждён орденом «Святого Станислава» 3-й степени. Командир 3-го эскадрона.
14 февраля 1907 года переведён в ведомство МВД с зачислением по армейской кавалерии и 20 февраля — назначен инспектором полицейской стражи Кутаисской губернии. 6 декабря 1912 года ему присвоено звание полковника. Служил в этой должности до 1917 года.
В июле 1917 года по распоряжению Закавказского правительства, Сулейман-бек прибывает в Гянджу. Здесь им была основана учебная команда в составе 150 человек, для подготовки инструкторов будущих азербайджанских войск.
При формировании в конце 1917 — начале 1918 года Мусульманского корпуса (с 26 июня 1918 года Отдельный Азербайджанский корпус), полковник С. Эфендиев был назначен командиром 5-го Мусульманского полка. После создания АДР он назначен командиром 5-го стрелкового полка (бывший 5-й Мусульманский). В начале июля 1918 года корпус был расформирован и его части вместе с прибывшими 5-й Кавказской и 15-й Чанахгалинской турецкими дивизиями вошли в состав вновь сформированной Кавказской исламской армии Нури-паши. Полковник Эфендиев был назначен командиром 2-го конного Карабахского полка.
1 ноября 1918 года постановлением Совета Министров было учреждено военное министерство Азербайджанской Республики. В декабре полковник Эфендиев был назначен исполняющим должность генерала для поручений при военном министре. 29 декабря постановлением правительства полковник Сулейман-бек Эфендиев «за отличие по службе» был произведён в генерал-майоры. 6 января 1919 года он был назначен командиром 1-й пехотной дивизии, сменив на этом посту генерал-майора Ибрагим-Ага Усубова. 18 февраля начальник штаба дивизии полковник Горощенко сообщил начальнику Главного штаба о том, что генерал Эфендиев заболел сыпным тифом. По предписанию временно исполнявшего должность военного министра генерал-лейтенанта А. Шихлинского во временное командование дивизией вступил Генерального штаба полковник В. Соколов. 
21 февраля 1919 года в приказе по Военному Ведомству № 89 временно исполняющий должность военного министра генерал-лейтенант Шихлинский сообщил: «сегодня получена из Агдама телеграмма с прискорбной вестью, что начальник 1-й пехотной Азербайджанской дивизии ген.-м. Эфендиев скончался от сыпного тифа». В приказе были высоко оценены заслуги покойного перед вооружёнными силами независимого Азербайджана. Было приказано «все расходы по погребению усопшего принять на счёт казны и выдать его семье единовременное пособие — 5 тыс. рублей». Одновременно было возбуждено ходатайство перед военным министром о назначении семье пенсии. 
По просьбе вдовы покойного тело усопшего должно было быть погребено в Казахском уезде.